# Drop the Pilot
"Drop the Pilot" - en español: Suelta el piloto - es una canción escrita e interpretada originalmente por Joan Armatrading. Fue el segundo sencillo de su octavo álbum de estudio The Key. La canción fue su única aparición en Billboard Hot 100, alcanzando el puesto n.º 78 en 25 de junio de 1983, además de esto también se posicionó en el Top 20 en las listas de Reino Unido. 

## Charts
| Chart (1983)                      | Posición |
| --------------------------------- | -------- |
| U.S (Billboard Billboard Hot 100) | 78       |
| UK Top 40                         | 11       |

## Versión de Mandy Moore
"Drop the Pilot" fue grabado por la cantante Mandy Moore, para su cuarto álbum de estudio Coverage. La canción fue lanzada como el segundo sencillo en Brasil y Filipinas, por Epic Records.

### Lanzamiento y recepción
Esta versión de "Drop the Pilot" fue lanzado como el segundo sencillo de su cuarto álbum titulado Coverage, el 28 de octubre de 2003 a través de Epic Records. En 2004, la discográfica incluyen a "Drop the Pilot" en la primera recopilación de Mandy Moore, The Best of Mandy Moore.. 

### Vídeo Musical
Un video fue producido como un demo para Kodak Vision2 serie 500T película cinematográfica. Se incluye en el DVD de demostración para la línea Vision2 de las existencias y se utiliza como un ejemplo de producto proyectado de una impresión en las proyecciones de productos Kodak. 
El video fue dirigido por Nick DiBella. En el video se puede a Moore con el pelo corto y oscuro. Empieza con Moore en el escenario y el público vitoreaba. Posteriormente vemos a Moore sentada en un sillón blanca, mientras que un hombre dibuja el rostro de ella. Luego Moore ve en la parte trasera de un coche. 

### Track listing
- Descarga Digital.

1. "Drop the Pilot" - 3:39

### Créditos
- Mandy Moore – Voz
- Joan Armatrading - Letra
- John Fields - Productor